# São Miguel (província)
São Miguel (em castelhano:  San Miguel) é uma província do Peru localizada na região de Cajamarca. Sua capital é a cidade de San Miguel de Pallaques.

## Distritos da província
- Bolívar
- Calquis
- Catilluc
- El Prado
- La Florida
- Llapa
- Nanchoc
- Niepos
- San Gregorio
- San Miguel
- San Silvestre de Cochán
- Tongod
- Unión Agua Blanca